# Marc Narciso i Dublan
Marc Narciso i Dublan, (Barcelona, 20 de gener de 1974) és un jugador d'escacs català, que té el títol de Gran Mestre. Obtingué el títol de Mestre de la FIDE el 1994, el de Mestre Internacional el 1997, i el de Gran Mestre el 2003. Va ser guardonat el 1997 amb la Insígnia de Plata de la Federació Catalana d'Escacs.
A la llista d'Elo de la FIDE del desembre de 2021, hi tenia un Elo de 2519 punts, cosa que en feia el jugador número 19 (en actiu) de l'estat espanyol. El seu màxim Elo va ser de 2553 punts, a la llista de juliol de 2009 (posició 423 al rànquing mundial).

## Resultats destacats en competició
Narciso va obtenir molts èxits a nivell català i espanyol en les seves etapes infantil i juvenil; fou campió infantil de Catalunya el 1986, subcampió infantil d'Espanya i campió infantil de Catalunya el 1987, cinquè al IV Campionat del Món Sub-14 el 1988 a Timisoara (el campió fou Eran Liss), subcampió d'Espanya infantil el 1988, subcampió de Catalunya Sub-16 el 1989, campió de Catalunya juvenil el 1991 (i sostcampió el 1992).
Va guanyar el Campionat de Catalunya absolut els anys 1992 i 1995. Ha guanyat dos cops consecutius el Circuit Català d'Oberts Internacionals d'Escacs, els anys 2006 i 2007.
Ha guanyat en dues ocasions l'Obert d'actius de Santa Coloma de Queralt els anys 2005 i 2007.
El 2005 fou segon en l'Obert de Barberà del Vallès amb 7 punts de 9, el mateixos que el campió Arkadi Rotstein, i el 2006 fou campió amb 7 punts de 9, mig punt més que el segon classificat, l'alemany Henrik Teske. Va ser campió d'Espanya d'escacs actius el 2007. Fou 5è a l'Obert de Sant Sebastià de 2009.
El 2011 es va proclamar novament Campió de Catalunya d'escacs, per damunt d'Àlvar Alonso. El mateix any va obtenir la victòria a l'Obert d'actius de Vallfogona per tenir millor desempat.
El 2012 fou vuitè al fort Torneig Internacional Forni di Sopra, a Forni di Sopra (el campió fou Ivan Salgado). El 2013 fou sisè al Campionat d'Espanya, a Linares, (el campió fou Iván Salgado). El mateix any, fou tercer al XIV Obert Internacional d'Escacs de Figueres Miquel Mas (el campió fou Christian Cruz).
El juliol de 2015 fou segon a l'XXIII Obert Ciutat de Montcada (el campió fou Salvador Gabriel del Río), i també fou segon a l'Obert de Barberà del Vallès, amb 7 punts de 9, mig punt menys que el GM Karèn H. Grigorian. L'agost del 2015 fou tercer a l'Obert de Badalona amb 7 punts de 9 (el campió fou Fernando Peralta). Aquests resultats significà ocupar el segon lloc del Circuit Català de 2015. El desembre de 2015 fou campió del Sunway Sitges amb 7 punts de 9, mig punt per davant dels segons classificats.
El juny de 2016 fou subcampió de l'Obert del Mollet del Vallès amb 7 punts, a un punt del campió Rolando Alarcón. També el 2016 va ser campió d'Espanya d'escacs actius per segon cop en la seva carrera.
El maig de 2017 fou subcampió de Catalunya absolut en perdre la darrera partida de desempat per armageddon portant les negres contra Hipòlit Asís. Abans, Narciso i Asís havien empatat a les dues partides estàndard, les dues de ràpides i les dues de llampec de la final. L'abril de 2017 fou campió de l'Obert de Donostia, per millor desempat que Josep Manuel López.
El 2019 es va mudar a Navarra, i treballava per la Federació Navarresa d'Escacs. El març d'aquell any va guanyar el torneig actiu Paz de Ziganda, amb un punt d'avantatge sobre el cubà Lelys Stanley Martínez. També el 2019 va ser campió d'Espanya d'escacs actius per tercer cop en la seva carrera. El maig de 2019 es proclamà campió d'Euskadi absolut.

### Participació en olimpíades d'escacs
Narciso ha participat, representant Espanya, una vegada les Olimpíades d'escacs l'any 2006, amb un resultat de (+3 =0 –2), per un 60,0% de la puntuació.